# أوسي تورتوسي
أوچي تورتوسي (توفي في 6 أبريل 2021) عالم دين إندونيسي مسلم، وهو مؤثر وواعظ من بنتن. كان أوچي زعيم مدرسة سيلينوك الاستقلالية الإسلامية الداخلية، الذي خلف والده أبويا دمياطي بن روملي، الذي توفي في أوائل عام 2001. تم تأسيس المدرسة في عام 1957 على يد أبويا دمياطي، وهو عالم دين مؤثر في تانجيرانج ريجنسي. [3]
كان يُعرف أوسي بأنه عالم دين مقربًا من الرئيس الإندونيسيا السابق عبد الرحمن وحيد، غالبًا ما يذكر اسم غوس دور إشارة لوحيد في كل محاضراته الدينية عند مناقشة جوهر الإسلام وغالبًا ما أخبر بعض امتيازاته باعتباره رجل دين مسلم أصبح رئيسًا. بالإضافة إلى ذلك يُعرف أوسي أيضًا بأنه قريب من عالم دين إندونيسيا مسلم مؤثر آخر مثل حبيب محمد لطفي بن يحيا.
كان أوچي مدرسًا روحيًا لحاكم بنتن الحالي وحدين حليم. كان أحد الشخصيات التي دعمت وحدين حليم وأنديكا هازرمي ليكون محافظًا ونائبًا لحاكم بنتن للفترة 2017-2022 في انتخابات حاكم بنتن لعام 2017.